# Turmhügel Rotzendorf
Der Turmhügel Rotzendorf ist eine abgegangene mittelalterliche Turmhügelburg (Motte), rund 75 Meter südwestlich von Rotzendorf, heute ein Ortsteil der Gemeinde Püchersreuth im oberpfälzischen Landkreis Neustadt an der Waldnaab von Bayern. Die Anlage wird als Bodendenkmal unter der Aktennummer D-3-6239-0002 im Bayernatlas als „mittelalterlicher Burgstall“ geführt. 
Über diese Niederungsburg sind keine geschichtlichen oder archäologischen Informationen bekannt, sie wird grob als mittelalterlich datiert.
Der Turmhügel liegt bei Haus Nr. 4 südwestlich des Ortes in Gartenland. Auf einem breiten, flachen Burgsporn hebt sich der von einem Turmhügel stammende Ringgraben durch ganz verwischte Bodenwellen und einen stark verflachten Hügel ab.